# Argentina brucei
Argentina brucei és una espècie de peix pertanyent a la família dels argentínids.

## Descripció
- Pot arribar a fer 15 cm de llargària màxima (normalment, en fa 12).[5][6]

## Hàbitat
És un peix marí i batipelàgic que viu entre 200 i 400 m de fondària.

## Distribució geogràfica
Es troba a l'Atlàntic occidental central: la costa septentrional de Sud-amèrica, incloent-hi Aruba, Colòmbia, Curaçao, la Guaiana Francesa, Guaiana, Surinam, Veneçuela i Trinitat i Tobago.

## Observacions
És inofensiu per als humans.